# Srečko Katanec
Srečko Katanec (pronunciado [Srechko Katanets], 16 de julio de 1963) es un exfutbolista y exentrenador de fútbol esloveno.

## Biografía

### Como jugador
Katanec comenzó a jugar al fútbol a la edad de siete años con el NK Ljubljana. En 1981, se afilió al Olimpija; en 1985, se unió al Dinamo Zagreb; mientras que al año siguiente, firmó con el Partizan y fue campeón de la Yugoslava en 1987.
En 1988, Katanec se unió al VfB Stuttgart en la Bundesliga alemana. El club llegó a la final de la Copa de la UEFA de 1989, pero perdió ante el Nápoli. Katanec jugó solo una temporada en el Stuttgart. En 1989 fichó por el equipo de la Serie A italiana Sampdoria, donde ganó la Recopa de Europa en su primera temporada. En 1991, la Sampdoria ganó el Scudetto como campeones de la Serie A, mientras que la el año siguiente, el club llegó a la final, perdiendo ante Barcelona. En 1994, también ganó la Copa Italia con la Sampdoria bajo la dirección de Sven-Göran Eriksson.
Katanec fue miembro de la selección nacional de Yugoslavia para la Eurocopa 1984 disputada en Francia, pero tiene mejores recuerdos de los Juegos Olímpicos de 1984 en Los Ángeles, donde el equipo de Yugoslavia ganó una medalla de bronce. Estaba jugando con éxito en la ronda de clasificación para la Copa Mundial de la FIFA 1990 en Italia, por lo que se convirtió en el tercer esloveno en jugar en una Copa del Mundo, donde apareció en tres de los cinco partidos de Yugoslavia. Estos serían sus últimos tres partidos con Yugoslavia. En total, apareció en 31 partidos y marcó 5 goles.
Katanec jugó cinco partidos más (y marcó un gol) para la selección nacional de fútbol de Eslovenia, pero apareció en sólo un partido oficial. Esa fue una ronda de clasificación para la Eurocopa 1996 en Inglaterra, el 7 de septiembre de 1994 en Maribor contra Italia. Poco después expiró su contrato con la Sampdoria y terminó su carrera futbolística.

### Como entrenador
Entre 1996 y 1997, Katanec fue asistente de entrenador de Drago Kostanjšek en la selección sub-21 de Eslovenia. En diciembre de 1997, se convirtió en entrenador del Gorica y firmó un contrato por dos años y medio. 
Katanec, en 1998 es nombrado entrenador de la selección de fútbol de Eslovenia. Clasificó al equipo a la Eurocopa 2000, donde Eslovenia cayó en primera ronda, y, principalmente, la llevó a la Copa Mundial de Fútbol de 2002, pero, esta vez, el equipo jugó mal, quedando sin puntos al caer contra España, Sudáfrica y Paraguay. Katanec tuvo un enfrentamiento con el futbolista Zlatko Zahovic, en el cual el futbolista insultó a Katanec por haberlo sustituido en la derrota ante España en el primer partido, motivo por el cual Zahovic fue expulsado del torneo y Srecko anunció que después del Mundial dejaría de dirigir a Eslovenia.
Al año siguiente, se fue a dirigir al Olympiacos FC de Grecia. Bajo el mando de Katanec, el Olympiacos jugó peor de lo esperado, y el 7 de febrero de 2003 el club rescindió su contrato con efecto inmediato debido a las malas actuaciones y al mal ambiente en el equipo.
En 2006 asumió como entrenador de selección de fútbol de Macedonia. Después de un conjunto mixto de resultados en la campaña de clasificación para la Copa Mundial de la FIFA 2010, incluida una victoria por 1-0 contra Escocia y una derrota por 4-0 ante Países Bajos, Katanec renunció al cargo el 6 de abril de 2009.
El 23 de junio de 2009 fue presentado como nuevo entrenador de la selección de fútbol de Emiratos Árabes Unidos. Fue despedido el 6 de septiembre de 2011 después de dos derrotas sucesivas en la tercera ronda de las eliminatorias para la Copa Mundial de la FIFA 2014.
El 31 de diciembre de 2012 volvió a tomar el cargo de la selección de su país, cargo que dejó en 2017 tras no clasificar a Eslovenia a la Copa Mundial de Fútbol de 2018.
El 4 de septiembre de 2018 fue contratado para dirigir a la selección de Irak, para la cual firmó un contrato por tres años. Su primera gran competición fue la Copa Asiática 2019, donde consiguió lo que había fracasado con Eslovenia y los Emiratos Árabes Unidos, al llegar por primera vez a los octavos de final en un gran torneo, ya que Irak alcanzó los octavos de final antes de perder ante los eventuales campeones Catar por 1-0. Bajo su dirección, Irak también logró una notable victoria por 2-1 sobre su vecino Irán en la Clasificación para la Copa Mundial 2022, además de guiar Irak a la tercera ronda de las eliminatorias de la AFC, pero debido a un conflicto con la federación por seis meses de salarios impagos, Katanec partió como entrenador en julio de 2021.
El 27 de agosto de 2021, Katanec fue nombrado entrenador de Uzbekistán con un contrato de cuatro años.En su primera competencia, la Copa Asiática 2023, el seleccionado asiático alcanzó los cuartos de final donde quedó eliminado ante Catar en la tanda de penaltis.El 22 de enero de 2025, presentó su renuncia al cargo por "motivos de salud" y comunicó su retiro como entrenador de fútbol.

## Clubes

### Jugador
| Club                  | País             | Año       | Partidos | Goles |
| --------------------- | ---------------- | --------- | -------- | ----- |
| NK Olimpija Ljubljana | Yugoslavia       | 1981-1985 | 81       | 10    |
| Dinamo Zagreb         | Yugoslavia       | 1985-1986 | 21       | 3     |
| FK Partizan           | Yugoslavia       | 1986-1988 | 58       | 9     |
| VfB Stuttgart         | Alemania Federal | 1988-1989 | 26       | 1     |
| UC Sampdoria          | Italia           | 1989-1994 | 87       | 12    |

### Entrenador
| Club                             | País                | Año       |
| -------------------------------- | ------------------- | --------- |
| ND Gorica                        | Eslovenia           | 1998      |
| Selección de Eslovenia           | Eslovenia           | 1998-2002 |
| Olympiacos FC                    | Grecia              | 2002-2003 |
| Selección de Macedonia del Norte | Macedonia del Norte | 2006-2009 |
| Selección de fútbol de EAU       | EAU                 | 2009-2011 |
| Selección de Eslovenia           | Eslovenia           | 2012-2017 |
| Selección de Irak                | Irak                | 2018-2021 |
| Selección de Uzbekistán          | Uzbekistán          | 2021-2025 |

## Palmarés

### Como jugador

#### Campeonatos nacionales
| Título                     | Club      | País       | Año     |
| -------------------------- | --------- | ---------- | ------- |
| Primera Liga de Yugoslavia | Partizán  | Yugoslavia | 1986-87 |
| Serie A                    | Sampdoria | Italia     | 1990-91 |
| Supercopa de Italia        | Sampdoria | Italia     | 1991    |
| Copa de Italia             | Sampdoria | Italia     | 1993-94 |

#### Campeonatos internacionales
| Título            | Club      | País   | Año     |
| ----------------- | --------- | ------ | ------- |
| Recopa de la UEFA | Sampdoria | Italia | 1989-90 |